# القمة العربية 1990 (بغداد)
القمة العربية 1990 في مدينة بغداد حيث عقد في 28 مايو/أيار 1990 بدعوة من الرئيس العراقي صدام حسين في بغداد، وغابت عنه لبنان وسوريا، وكان عنوان القمة "التحديات التي تواجه الأمن القومي العربي"، وبحث المؤتمر كموضوع رئيسي التهديدات التي يتعرض لها الأمن القومي العربي واتخاذ التدابير اللازمة حيالها. ولقد صدر عن المؤتمر بيان ختامي تضمن مجموعة من القرارات أهمها:
- الترحيب بوحدة اليمنين الشمالي والجنوبي بعدما كانا دولتين مستقلتين.
- تأييد استمرار الانتفاضة الفلسطينية، والتأكيد على دعمها ماديا ومعنويا.
- إدانة تهجير اليهود وعدم شرعية المستوطنات.
- إدانة قرار الكونغرس الأميركي اعتبار القدس عاصمة لإسرائيل.
- توفير الحماية الدولية للشعب الفلسطيني.
- معارضة المحاولات الأميركية لإلغاء قرار اعتبار الصهيونية شكلا من أشكال العنصرية .
- دعم العراق في حقه امتلاك جميع أنواع التكنولوجيات الحديثة.
- إدانة التهديدات الأميركية لليبيا، والتضامن مع ليبيا ضد الحصار الاقتصادي.
- إطلاق سراح أسرى الحرب بين الجانبين العراقي والإيراني.
- انتظام عقد مؤتمرات القمة العربية، وتقرير عقد القمة المقبلة في مصر.
- انعقد الاتفاق بين جمهورية العراق ودولة الكويت على أن مسائل الحدود والديون وغيرها يتم الاتفاق عليها لاحقاً.

## مؤتمر القمة على إثرالغزو العراقي للكويت1990
وعقد في 10 أغسطس/آب 1990 في القاهرة على إثر الغزو العراقي للكويت، وتغيب عن المؤتمر تونس التي كانت تدعو إلى تأجيلها. وحضر القمة قادة الدول الخليجية جميعهم وعدد كبيرمن القادة العرب  ومثل الكويت ولي عهدها سعد العبد الله الصباح. لم يصدر عن المؤتمر بيان ختامي، أما أهم القرارت التي اتخذها المؤتمر فهي:
- إدانة العدوان العراقي على دولة الكويت، وعدم الاعتراف بقرار العراق ضم الكويت إليه. ومطالبة العراق بسحب قواته فورا إلى مواقعها الطبيعية.
- بناءً على طلب من حكومة الرياض، تقرر إرسال قوة عربية مشتركة إلى الخليج العربي.